# Estnische Verfassung von 1934
Die Estnische Verfassung von 1934 (offiziell Eesti Vabariigi põhiseadus – „Grundgesetz der Republik Estland“) war die zweite Verfassung der im Februar 1918 gegründeten Republik Estland. Mit der Änderung der estnischen Verfassung von 1920 beabsichtigte Estland den Umbau von einem parlamentarischen zu einem semipräsidentiellen Regierungssystem. Die Verfassung galt de jure vom 24. Januar 1934 bis zum 31. Dezember 1937, als eine neue Verfassung in Kraft trat. Seit dem unblutigen Staatsstreich vom 12. März 1934 fand die Verfassung allerdings de facto keine Anwendung mehr.

## Entstehung
Die freiheitliche Verfassung von 1920 hatte das Parlament (Riigikogu) als einziges direkt gewähltes Staatsorgan ins Zentrum des politischen Lebens gestellt. Sie betonte stark demokratische Grundgedanken und die Rückkopplung der Regierung an das Parlament. Unter der Verfassung von 1920 konnte der Riigikogu die Regierung jederzeit mit einfacher Mehrheit entlassen. Dies führte in der Praxis zu häufigen Regierungswechseln, kurzen Amtszeiten der jeweiligen Regierungschefs und hoher politischer Instabilität. Zwischen Dezember 1920 und Januar 1934 erlebte Estland 16 Regierungen, von denen einige nur wenige Monate im Amt blieben. Die durchschnittliche Amtszeit einer damaligen estnischen Regierung betrug lediglich elf Monate. Damit konnte die Regierung insbesondere in der Zeit der wirtschaftlichen Depression ab Ende 1929 kaum noch nachhaltige Politikansätze verfolgen. Darüber hinaus fehlte die ausgleichende Rolle eines Staatspräsidenten, der in der Verfassung nicht vorgesehen war.
Gleichzeitig stand mit der sich verschlechternden wirtschaftlichen Lage seit Anfang der 1930er Jahre das politische Establishment Estlands unter immer größerem Druck des Estnischen Bunds der Freiheitskämpfer (Eesti Vabadussõjalaste Liit), einer rechts-autoritären Ideen nahestehenden Veteranenvereinigung der Soldaten des Estnischen Freiheitskriegs gegen Sowjetrussland (1918–1920). Die Anhänger des Bundes, kurz Vapsid genannt, fanden mit ihren Ideen immer mehr Zuspruch innerhalb der estnischen Bevölkerung. Sie konnten sich schließlich mit der Forderung nach einer Verfassungsreform durchsetzen, die die Exekutive stärken sollte.

## Verfassungsreform
Die unbestrittenen Defizite der Verfassung von 1920 sollten mit einem neuen Grundgesetz ausgeglichen werden. Ein faktisches Präsidialsystem mit einem vom Volk direkt gewählten Staatsältesten (Riigivanem), der die wesentlichen Linien der Regierungsarbeit bestimmte, sollte die bisherige einseitige Machtverteilung zwischen Exekutive und Legislative zugunsten des Staatsältesten umkehren.
Das neue Grundgesetz der Republik Estland wurde in einer Volksabstimmung vom 14. bis 16. Oktober 1933 angenommen. Die Verfassung trat am 24. Januar 1934 in Kraft. Gleichzeitig sollten hundert Tage nach ihrem Inkrafttreten Wahlen zum Staatsältesten und zum Parlament (Riigikogu) stattfinden.

## Verfassungsbestimmungen
Die neue Verfassung beließ die umfangreichen Grund- und Freiheitsrechte des Grundgesetzes von 1920 weitgehend unverändert. Die Änderungen im Staatsorganisationsrecht waren dagegen einschneidend. Sie bedeuteten den Umbau von einem parlamentarischen zu einem semipräsidentiellen Regierungssystem.
Die Verfassung halbiert die bisherige Zahl der Abgeordneten im Parlament (Riigikogu, wörtlich „Staatsversammlung“) auf fünfzig. Sie werden auf vier Jahre in gleichen, freien und geheimen Wahlen gewählt. Die ordentliche Sitzungsperiode des Parlaments beginnt jedes Jahr am ersten Montag im Oktober und dauert nicht länger als sechs Monate (§ 41). Dem Staatsältesten steht das Recht zu, die jährliche Sitzungsperiode zu verkürzen, wenn dies „staatliche Erwägungen verlangen“.
Die Verfassung sieht als Kern der Exekutive einen Staatsältesten (Riigivanem) als Staatsoberhaupt und Oberbefehlshaber der Streitkräfte vor. Er bestimmt die Richtlinien der Politik. Die Amtszeit des Staatsältesten beträgt fünf Jahre. Er wird vom Volk direkt gewählt und steht in seiner demokratischen Legitimation daher gleichberechtigt neben dem Parlament. Wenn keiner der Bewerber im ersten Wahlgang die erforderliche absolute Mehrheit der abgegebenen Stimmen erreicht, findet innerhalb von drei Wochen ein zweiter Wahlgang statt. Darin können auch neue Bewerber antreten. Gewählt ist, wer im zweiten Wahlgang die meisten Stimmen auf sich vereinigen kann (§ 58). Ist der Staatsälteste verhindert, sein Amt auszuüben, vertritt ihn der Ministerpräsident.
Neu geschaffen wird das Amt eines Ministerpräsidenten (Peaminister), der vom Staatsältesten ernannt wird. Der Ministerpräsident leitet die Sitzungen der Regierung. Seine Stellung im politischen System ist nur schwach. Der Ministerpräsident und die Minister bedürfen ständig des Vertrauens des Staatsältesten und des Parlaments (§ 63). Das Parlament kann der Regierung, dem Ministerpräsidenten oder einzelnen Ministern das Misstrauen aussprechen und sie aus dem Amt entlassen. Dasselbe Recht steht dem Staatsältesten zu.
Das Gerichtssystem bleibt von der neuen Verfassung im Wesentlichen unangetastet. Höchstes estnisches Gericht bleibt nach § 69 der Staatsgerichtshof (Riigikohus). Die Richter des Staatsgerichtshofs werden allerdings nicht mehr vom Parlament, sondern vom Staatsältesten aus einer Vorschlagsliste des Staatsgerichtshofs ernannt, der allerdings in der Praxis nur eine beratende Funktion zukam. Unterinstanzliche Richter werden nach neuem Recht nicht mehr vom Staatsgerichtshof, sondern vom Staatsältesten ernannt.

## Aufbau der Verfassung
Die Verfassung von 1934 ist in zwei Teile unterteilt. Der erste Teil (I osa) mit einem einleitenden Teil (Präambel) und zehn Abschnitten (peatükk) enthält die eigentlichen Verfassungsbestimmungen:
| Abschnitt | §§    | Deutsch                                                | Estnisch                               |
|           |       | (Einleitender Teil)                                    | (Sissejuhatav osa)                     |
| 1         | 1–5   | Allgemeine Bestimmungen                                | Üldised määrused                       |
| 2         | 6–26  | Über die Grundrechte der estnischen Bürger             | Eesti kodanikkude põhiõigustest        |
| 3         | 27–34 | Über das Volk                                          | Rahvast                                |
| 4         | 35–56 | Parlament                                              | Riigikogu                              |
| 5         | 57–67 | Über den Staatsältesten und die Regierung der Republik | Riigivanemast ja Vabariigi valitsusest |
| 6         | 68–74 | Über das Gericht                                       | Kohtust                                |
| 7         | 75–77 | Über die Selbstverwaltung                              | Omavalitsusest                         |
| 8         | 78–82 | Über die Staatsverteidigung                            | Riigikaitsest                          |
| 9         | 83–85 | Über die Steuern des Staates und den Haushalt          | Riigi maksudest ja eelarvest           |
| 10        | 86–89 | Über die Geltung des Grundgesetzes und seine Änderung  | Põhiseaduse jõust ja muutmisest        |

Der zweite Teil (II osa) enthält in seinen §§ 1 bis 4 Übergangsvorschriften. Danach tritt die neue Verfassung am hundertsten Tag nach der Volksabstimmung in Kraft. Nach § 3 sind Wahlen zum Staatsältesten und zum Parlament innerhalb von hundert Tagen nach dem Inkrafttreten der neuen Verfassung durchzuführen. Mit dem Inkrafttreten der neuen Verfassung übt der bisherige Staatsälteste (seit 21. Oktober 1933 Konstantin Päts) bis zur Ernennung eines Ministerpräsidenten beide Ämter in Personalunion aus. Die Rechte des alten Parlaments enden nach § 4 mit der Übernahme der Vollmachten durch den neugewählten Riigikogu.

## Staatsstreich vom März 1934

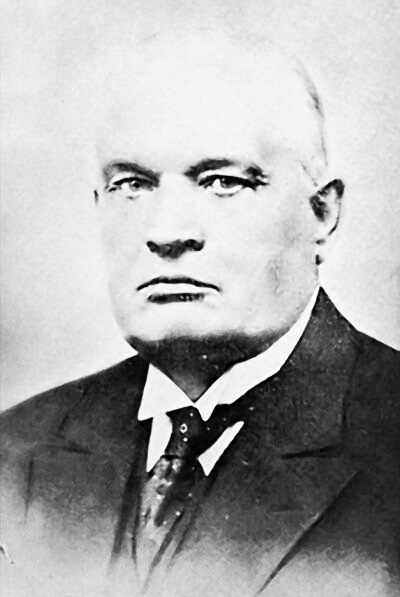
Der Staatsälteste Konstantin Päts (1934)

Die ersten Wahlen zum Parlament und zum Staatsältesten sollten unter der neuen Verfassung im April 1934 stattfinden. Prognosen gaben dem Bund der estnischen Freiheitskämpfer gute Chancen, bei beiden Wahlen die Mehrheit zu erringen. Dies wollte der amtierende Staatsälteste Konstantin Päts um jeden Preis verhindern, der ein erbitterter Gegner sowohl der (verbotenen) Kommunistischen Partei Estlands (EKP) als auch der ultrarechten Vapsid war. Päts fürchtete ein Abdriften Estlands nach rechts, sollte der Bund der Freiheitskämpfer die Macht im Lande auf demokratischem Weg übernehmen.
Am 12. März 1934 führte Päts mit Hilfe des Militärs einen unblutigen Staatsstreich durch und verhängte den Ausnahmezustand über das Land. Er ließ vierhundert politisch Verdächtige verhaften und schränkte die Versammlungs- und Vereinigungsfreiheit ein. Päts ernannte seine rechte Hand, General Johan Laidoner, zum Oberbefehlshaber der Streitkräfte. Die Ernennung von Karl Einbund (ab 1935 estnisiert mit dem Namen Kaarel Eenpalu) zum stellvertretenden Ministerpräsidenten und Innenminister im Herbst 1934 verschärfte den Übergang zu einem autoritären Regime.

## Ende der Verfassung
Mit dem Staatsstreich vom April 1934 waren die Verfassung, die Grundrechte und der Parlamentarismus weitgehend außer Kraft gesetzt. Die anstehenden Wahlen wurden abgesagt sowie Freiheitsrechte massiv eingeschränkt. Zahlreiche Beamte und einige Richter wurden entlassen. Im September 1934 verlängerte Päts den Ausnahmezustand für ein weiteres Jahr. Demokratische Wahlen wurden weiter hinausgeschoben. Als das Parlament die Regierung hierfür kritisierte, erklärte die Regierung die Plenarsitzung am 2. Oktober 1934 für beendet. Das Parlament trat unter dem Druck von Päts und Laidoner nicht mehr zusammen. Im Juni 1934 wurde der Sitz des Staatsgerichtshofs von Tartu nach Tallinn verlegt, um der Exekutive eine stärkere Kontrolle über die Judikative zu geben.
1935 wurden alle politischen Parteien verboten und in der Einheitspartei Isamaaliit („Vaterlandsunion“) gleichgeschaltet. Die staatliche Kontrolle wurde auch über die Gewerkschaften und Jugendorganisationen ausgeweitet, die Zensur eingeführt und das Streikrecht beschnitten. Kritische Presseorgane wurden eingeschüchtert, politische Gegner durch Prozesse mundtot gemacht. Es begann die von der estnischen Geschichtsschreibung sogenannte „schweigende Zeit“ (estnisch Vaikiv ajastu).
Ab Anfang 1936 bereitete die Regierung eine neue Verfassung vor, die die autoritäre Diktatur von Konstantin Päts rechtlich verankern sollte. Sie trat nach einer Volksabstimmung am 1. Januar 1938 in Kraft.